# 京山幸枝若 (初代)
初代 京山幸枝若（きょうやま こうしわか、1926年(大正15年)8月10日 - 1991年(平成3年)6月24日）は浪曲師。本名は小椋 喬。

## 人物
岡山県出生。兵庫県姫路市出身。
父は浪曲師の加茂川燕楽で母は加茂川蘭子で妹には浪曲漫才のフラワーショウの華ゆりがいる。
そのため、幼い頃から厳しい修行を受け全国を巡業、学歴は小学校1年1学期だけである。本人曰く、漢字の読みは駅のホームの駅名標の文字の下に書かれた読みがなでおぼえたという。
5歳（6歳とも）で初舞台を踏む。
当初は2代目京山幸玉の門下で13歳の時に初代京山幸枝門下となり、幸太郎と名乗り、1941年には京山幸枝若と名乗った。
戦後は、山県隆の名で地方巡業をしている時に幸枝に知られ、再び幸枝若を名乗り、1953年に姫路に戻る。
師匠譲りの読み物を持ち前の美声で語り、人気を博した。
大阪の民謡である江州音頭や河内音頭でそれぞれ京山幸枝若節を確立。
また創作浪曲にも力を入れた。
若者向けの番組に主演したり、桜川唯丸や漫才師やロックバンドのヒカシュー等と一緒に舞台をやったりするなど、浪曲の古いイメージからの脱却を図ったこともある。
長らく曲師は二丁三味で藤信初子と小池菊江が務めた。
またギターを近江吾朗が務めた。
歌謡浪曲を競い合った時代の一人である。
なお、タコが入っていないたこ焼きが好きであった。

## 賞歴
- 1970年に大阪府民劇場奨励賞
- 1975年には文化庁芸術祭優秀賞を受賞。
- 1991年には紫綬褒章を受章。

## 役員歴
- 1977年には浪曲親友協会会長を務める。晩年は協会相談役。

## 十八番の読み物
- 会津の小鉄
- 寛政力士伝
- 河内十人斬り
- 桂春団治
- 左甚五郎
- 山口組三代目
- 嗚呼機動隊　内田隊長浅間山荘に散る(新野新 脚本 1975年 ローオンレコード)

## 歌
以下の作品は、テイチクから発売。
- 会津の小鉄
- でかんしょ渡り鳥
- 任侠妻恋傘
- おまかせ下さい神鳴電器 - 大阪府にあったナショナルショップ「神鳴電器（しんめいでんき）」のPR盤。規格品番は41-91。B面は石原裕次郎の「二人の世界」。

以下の作品は、ローオンレコードから発売。
- 小鉄ざくら/極道

## 弟子
- 2代目京山幸枝若（実の子、婚外子）
- 京山幸若
- 京山幸太郎

ほか